# Bosco Verticale

Bosco Verticale in Mailand (2015),
links davon die Torre Unicredit,
ganz rechts der Archivbau Casa della Memoria.

Bosco Verticale (dt. Vertikaler oder Senkrechter Wald) werden die begrünten Zwillingstürme eines Hochhauskomplexes in Mailand genannt. Geplant wurden die Hochhaustürme von dem italienischen Architekten Stefano Boeri und seinen Partnern des Architekturbüros Boeri Studio, Gianandrea Barreca und Giovanni La Varra; Bauherr war Manfredi Catella. Die beiden Wohngebäude wurden von 2008 bis 2013 errichtet und im Oktober 2014 fertiggestellt, sie sind 110 und 80 m hoch.

## Konzept
Die Türme wurden im Stadtteil Porta Nuova im Norden von Mailands Zentrum errichtet. Daneben befindet sich Mailands zweitgrößter Bahnhof Milano Porta Garibaldi. Zuvor befand sich hier ein Arbeiterwohnviertel (vgl. Gentrifizierung). Das Zentrum der Neubebauung beließ man als Grünfläche und Naherholungsgebiet. Das Hochhausprojekt besteht aus den beiden Türmen Torre E mit 110 m Höhe und 27 Etagen und Torre D mit 80 m Höhe und 19 Etagen.
Einfluss auf die Planung hatte die Überlegung, urbanen Raum möglichst effektiv zu nutzen, ihn nicht weiter zu zersiedeln und gleichzeitig die Biodiversität in der Großstadt Mailand zu verbessern. Mit der Bepflanzung der Türme wurden neue Lebens- und Nahrungsräume für Insekten und Vögel geschaffen; so können die Wohntürme als Trittsteinbiotope zwischen den öffentlichen Parks, den Alleen und innerstädtischen Brachflächen fungieren. Die Türme sollen so einen Beitrag zu einem Biotopverbundsystem einer Stadt liefern. Durch die Bäume und Pflanzen an der Fassade soll das Mikroklima in den Wohnungen und auf den Balkonen verbessert werden; die Pflanzen sollen Schatten geben und Lärm, Staub sowie Hitze mildern. Dadurch wird die Lebensqualität der Bewohner verbessert und der Bezug zur Natur in einer städtischen Umgebung hergestellt.
Mit diesem Konzept gewann Stefano Boeri im Jahr 2014 den mit 50.000 Euro dotierten Internationalen Hochhauspreis. Boeri wurde bei der Idee, mit Bäumen zu leben, von Italo Calvinos Roman Il barone rampante (1957) (dt. Der Baron auf den Bäumen) inspiriert.

## Ökologische Aspekte
Etwa 900 Bäume, jeder bei der Pflanzung bereits zwischen 3 und 9 m hoch, sowie mehr als 2000 weitere Pflanzen wurden auf den Terrassen und Balkonen an den Fassaden der Gebäude gepflanzt. Die Pflanzungen erfolgten in 1,3 m tiefen Betonwannen. Damit die Bäume Wind und Stürmen standhalten können, sind Gitter am Boden der Pflanzwannen angebracht, an denen die Pflanzenwurzeln zusätzlichen Halt finden. Wären die Bäume eines der Hochhäuser in einer Ebene gepflanzt worden, hätte dies eine bepflanzte Waldfläche von 7000 m² ergeben; zudem entspricht die umbaute Wohnfläche einer mit Einfamilienhäusern bebauten Fläche von fast 7,5 ha.
Die Botanikerin Laura Gatti wählte insgesamt 20 verschiedene Laub- und Nadelbaumarten und 80 zusätzliche Pflanzenarten für den Bewuchs der Fassade aus. Gemeinsam mit einer Arbeitsgruppe von Botanikern an der Universität Mailand ordnete sie die Bäume, Sträucher und Blühpflanzen wie dreidimensionale Bilder an. Bei der Anordnung legten sie Wert darauf, dass die Pflanzen im Laufe der Jahreszeiten immer neue farbige Akzente setzen. Die Planungen für die Anordnungen der Pflanzen dauerten mehr als zwei Jahre. Die Bäume und Pflanzen wurden speziell für die Besonderheiten der Wachstumsbedingungen an einer Fassade gezüchtet, vor allem bei einem nur geringen Pflanzbett. In einem Windkanal wurden die Häuser und Bäume auf ihre Reaktionen hin getestet, zunächst als reines Modell, dann mit echten Pflanzen.
Die Bepflanzung der Fassade mithilfe von Kränen dauerte fast ein Jahr. Die Pflanzen gehören nicht zum Privateigentum der einzelnen Bewohner, sondern bilden Gemeinschaftseigentum. Für die Pflege der Pflanzen gibt es ein Managementsystem. Auf dem Dach wurde ein Kran für pflegerische Maßnahmen an den Pflanzungen installiert, von dem sich drei angestellte Gärtner abseilen. Sie kümmern sich von außen um die Pflege und beschneiden vier Mal im Jahr die Pflanzen. Die Bewässerung erfolgt durch ein Schlauchsystem, das Wasser aus einem Becken im Keller, in dem das Brauchwasser der Häuser gesammelt wird, auf die Terrassen befördert.

## Kritik
Harald Willenbrock nennt in brand eins die beiden Hochhäuser einen „Edelforst für Besserverdiener“. Die Mehrkosten pro Wohneinheit für die in Gemeinschaftseigentum befindliche Bepflanzung liegt demnach bei monatlich 1.500 Euro.

## Auszeichnungen
- 2014: Internationaler Hochhauspreis (1. Platz)
- 2014: Emporis Skyscraper Award (2. Platz)[9]

## Nachfolge
In Lausanne soll ein weiterer Bosco Verticale von Stefano Boeri entstehen. Das Hochhaus wird nach dem Vorbild in Mailand gebaut und soll als Wohn- und Geschäftsgebäude genutzt werden. Das Hochhaus soll Tour des Cèdres (dt. Turm der Zedern) heißen und sollte ursprünglich ab 2017 gebaut werden. Durch einen Streit der beteiligten Bauunternehmer ist es aber unklar, ob und wann der Bau beginnen wird.
Bis 2024 wurden neun weitere Gebäude nach Boeris Konzept erstellt, u. a. ein weiteres in Mailand, eines in Huanggang in China und eines als Sozialbau mit Mietwohnungen in Eindhoven in den Niederlanden. Ein weiterer Sozialbau mit Mietwohnungen ist in Utrecht im Bau. Gegenüber den beim ersten Gebäude entstandenen Baukosten von 2700 Euro pro Quadratmeter fallen dort nur Kosten von 1500 Euro pro Quadratmeter an, da Fertigbauteile aus Beton und Stahl verwendet werden.

## Filme
- Faszination Wolkenkratzer. Mailand: Bosco Verticale. Dokumentarfilm, Deutschland 2015, 26 Min., Buch und Regie: Sabine Pollmeier und Joachim Haupt, Produktion: Parnass Film, Radio Bremen, arte. Erstsendung 20. November 2016 in der Reihe Faszination Wolkenkratzer bei arte (Inhaltsangabe der ARD).
- In der Welt zuhause. Italien, Mailand: Der vertikale Wald (OT: Habiter le monde. Milan, la forêt verticale). Dokumentarfilm, Frankreich 2015, 25:51 Min., Buch und Regie: David Perrier, Moderation: Philippe Simay, Produktion: arte France, Cinétévé. Erstsendung 1. November 2016 in der Reihe In der Welt zuhause (OT: Habiter le monde) bei arte (Inhaltsangabe (Memento vom 3. November 2016 im Internet Archive)).